# Coriolus fibula
Coriolus fibula är en svampart som först beskrevs av Elias Fries, och fick sitt nu gällande namn av Lucien Quélet 1886. Coriolus fibula ingår i släktet Coriolus och familjen Polyporaceae.   Inga underarter finns listade i Catalogue of Life.